# Classroom of the Elite/Episodenliste
Diese Liste ist eine Übersicht aller produzierten und ausgestrahlten Folgen der Anime-Fernsehserie Classroom of the Elite, dessen erste Staffel zwischen dem 12. Juli und dem 27. September 2017 im japanischen Fernsehen gezeigt wurde.

## Produktion
- → Hauptartikel: Classroom of the Elite#Produktion

Im Mai des Jahres 2017 wurde die Produktion der Anime-Fernsehserie basierend auf der Romanreihe Yōkoso Jitsuryoku Shijō Shugi no Kyōshitsu e von Shōgo Kinugasa. Die erste Staffel entstand unter der Regie von Seiji Kishi und Hiroyuki Hashimoto im Animationsstudio Lerche.
Knapp fünf Jahre nach der Ausstrahlung der ersten Staffel wurde im März 2022 die Produktion einer zweiten und dritten Staffel angekündigt. Dabei konnte das Kernteam, welches vor die Produktion der ersten Staffel zuständig war, größtenteils gehalten werden. Die Regisseure der ersten Staffel kehrten als geschäftsführende Produzenten zurück, die Regie wurde von Yoshihito Nishōji übernommen, der in der ersten Staffel die Vorspannsequenz erarbeitete.
Im Jahr 2022 erhielten sowohl die erste als auch die zweite Staffel eine deutschsprachige Synchronfassung, die unter der Dialogregie von Jermain Meyer im Studio TNT Media GmbH in Berlin aufgenommen wurde.

## Übersicht
| Staffel | Episodenanzahl | Erstausstrahlung in Japan | Erstausstrahlung in Japan | Deutschsprachige Erstausstrahlung    | Deutschsprachige Erstausstrahlung    |
| Staffel | Episodenanzahl | Staffelpremiere           | Staffelfinale             | Staffelpremiere                      | Staffelfinale                        |
| ------- | -------------- | ------------------------- | ------------------------- | ------------------------------------ | ------------------------------------ |
| 1       | 12             | 12. Juli 2017             | 27. September 2017        | noch keine Ausstrahlung im Fernsehen | noch keine Ausstrahlung im Fernsehen |
| 2       | 13             | 04. Juli 2022             | 26. September 2022        | noch keine Ausstrahlung im Fernsehen | noch keine Ausstrahlung im Fernsehen |
| 3       | 13             | 03. Januar 2024           | 27. März 2024             | unbekannt                            | unbekannt                            |
| 4       | unbekannt      | unbekannt                 | unbekannt                 | unbekannt                            | unbekannt                            |

## Staffel 1
Die erste, zwölf Episoden umfassende Staffel wurde zwischen dem 12. Juli 2017 und dem 27. September gleichen Jahres im japanischen Fernsehen ausgestrahlt. Der Streamingdienstanbieter Crunchyroll zeigte die erste Staffel im Simulcast im Originalton mit deutschen Untertiteln.
Mitte 2022 erhielt die erste Staffel eine deutsche Synchronfassung, die auf Crunchyroll gezeigt wurde.
| Nr. (ges.) | Nr. (St.) | Deutscher Titel | Originaltitel | Erstausstrahlung Japan | Deutschsprachige Erstausstrahlung (D) |
| ---------- | --------- | --- | --- | ---------------------- | ------------------------------------- |
| 1          | 1         | Was ist schlecht? – Alles, was aus der Schwäche stammt. 1 | 悪とは何か――弱さから生ずるすべてのものだ。 (Aku to wa Nani ka? Yowasa kara Shōzuru Subete no Mono da.) | 12. Juli 2017          | −                                     |
| 2          | 2         | Es ist eine große Begabung, seine Begabung verbergen zu können. 2 | 才能を隠すのにも卓越した才能がいる。 (Sainō o Kakusu noni mo Takuetsu Shita Sainō ga Iru.) | 19. Juli 2017          | −                                     |
| 3          | 3         | Der Mensch ist ein Tier, das Geschäfte macht; kein anderes Tier tut dies – kein Hund tauscht Knochen mit einem anderen. 3                                                                   | 人間は取引をする唯一の動物である。骨を交換する犬はいない (Ningen wa Torihiki o Suru Yuiitsu no Dōbutsu de Aru. Hone o Kōkan Suru Inu wa Inai) | 26. Juli 2017          | −                                     |
| 4          | 4         | Wir sollten uns nicht empören, dass andere uns die Wahrheit vorenthalten, wenn wir sie doch selbst so oft verschleiern. 4                                                                   | 他人が真実を隠蔽することに対して、我々は怒るべきでない。なぜなら、我々も自身から真実を隠蔽するのであるから。 (Tanin ga Shinjitsu o Inpei Suru Koto ni Taishite, Wareware wa Okoru Beki Denai. Nazenara, Wareware mo Jishin kara Shinjitsu o Inpei Suru no de Aru kara)     | 02. August 2017        | −                                     |
| 5          | 5         | Hölle sind die anderen. 5 | 地獄、それは他人である。 (Jigoku, Sore wa Tanin de Aru) | 09. August 2017        | −                                     |
| 6          | 6         | Es gibt zwei Arten von Lügen: Eine, welche Tatsachen betrifft und damit in die Vergangenheit zurückweist, und eine andere, bei welcher es sich um Versprechungen für die Zukunft handelt. 6 | 嘘には二種類ある。過去に関する事実上の嘘と未来に関する権利上の嘘である。 (Uso ni wa Nishurui Aru. Kako ni Kan Suru Jijitsujō no Uso to Mirai ni Kan Suru Kenrijō no Uso de Aru.)                                                                                           | 16. Aug. 2017          | −                                     |
| 7          | 7         | Die unerfahrenen Freunde sind gefährlich. Klugheit ist besser, selbst in einem Feind. 7 | 無知な友人ほど危険なものはない。賢い敵のほうがよっぽどましだ。 (Muchi na Yūjin hodo Kiken na Mono wa Nai. Kashikoi Teki no Hō ga Yoppodo Mashida.) | 23. Aug. 2017          | −                                     |
| 8          | 8         | Lasst, die Ihr eintretet, alle Hoffnung fahren. 8 | 汝等ここに入るもの、一切の望みを捨てよ。 (Nanjira Koko ni Hair Mono, Issai no Nozomi o Suite yo.) | 30. Aug. 2017          | −                                     |
| 9          | 9         | Der Mensch ist zur Freiheit verdammt. 9 | 人間は自由の刑に処されている。 (Ningen wa Jiyū no Kei ni Shosa rete Iru.) | 06. September 2017     | −                                     |
| 10         | 10        | Den gefährlichsten Verräter von allen hat jeder Mensch in sich selbst. 10 | 裏切者の中で最も危険なる裏切者は何かといえば、すべての人間が己れ自身の内部にかくしているところのものである。 (Uragirimono no Naka de Mottomo Kiken'naru Uragirimono wa Nanika to Ieba, Subete no Ningen ga Onore Jishin no Naibu ni Kaku Shite Iru Tokoro no Mono de Aru.) | 13. Sep. 2017          | −                                     |
| 11         | 11        | Was aber die Leute gemeingleich das Schicksal nennen sind meistens nur ihre eigenen dummen Streiche. 11                                                                                     | しかし概して人々が運命と呼ぶものは、大半が自分の愚行にすぎない。 (Shikashi gaishite Hitobito ga Unmei to Yobu Mono wa, Taihan ga Jibun no Gukō ni Suginai.) | 20. Sep. 2017          | −                                     |
| 12         | 12        | Das Genie wohnt nur eine Etage höher als der Wahnsinn. 12 | 天才とは、狂気よりも1階層分だけ上に住んでいる者のことである。 (Tensai to wa, kyōki yori mo 1-kaisō-bun dake ue ni sunde iru mono no koto de aru.) | 27. Sep. 2017          | −                                     |

## Staffel 2
Vom 4. Juli bis zum 26. September 2022 wurden die dreizehn Episoden im wöchentlichen Rhythmus im japanischen Fernsehen ausgestrahlt.
Crunchyroll zeigte die Serie im deutschsprachigen Raum zunächst im Simulcast mit deutschen Untertiteln. Später folgte die Produktion einer deutschen Synchronisation.
| Nr. (ges.) | Nr. (St.) | Deutscher Titel | Originaltitel | Erstausstrahlung Japan | Deutschsprachige Erstausstrahlung (D) |
| ---------- | --------- | --- | --- | ---------------------- | ------------------------------------- |
| 13         | 1         | Denke daran, in schwierigen Lagen Gleichmut zu bewahren. 13                                                           | 困難の中でこそ、平静な心を保たねばならない。 (Kon'nan no Naka de Koso, Heiseina Kokoro o Tamotaneba Naranai.)                                                                | 04. Juli 2022          | −                                     |
| 14         | 2         | Es gibt zwei menschliche Hauptsünden, aus welchen sich alle anderen ableiten: Ungeduld und Lässigkeit. 14             | あらゆる罪の源たる、ふたつの大罪がある。焦りと怠惰だ。 (Arayuru Tsumi no Minamoto Taru, Futatsu no Taizai ga Aru. Aseri to Taida da.)                                        | 11. Juli 2022          | −                                     |
| 15         | 3         | Die größten Geister sind zu den größten Lastern ebenso fähig wie zu den größten Tugenden. 15                          | 最高の魂は、この上ない悪徳と極限の美徳を発揮できる。 (Saikō no Tamashī wa, Kono Uenai Akutoku to Kyokugen no Bitoku o Hakki Dekiru.)                                         | 18. Juli 2022          | −                                     |
| 16         | 4         | Das Material muss geschaffen werden. 16                                                                               | 人材は作り出す必要がある。 (Jinzai wa Tsukuridasu Hitsuyō ga Aru.) | 25. Juli 2022          | −                                     |
| 17         | 5         | Jeder Fehler ist ein Schritt zum Erfolg. 17                                                                           | すべての失敗は成功への過程に過ぎない。 (Subete no Shippai wa Seikō e no Katei ni Suginai.)                                                                                   | 01. August 2022        | −                                     |
| 18         | 6         | Unglück – der erste Weg zur Wahrheit. 18                                                                              | 逆境は真実へと至る最初の道筋である。 (Gyakkyō wa Shinjitsu e to Itaru Saisho no Michisuji de Aru.)                                                                           | 08. August 2022        | −                                     |
| 19         | 7         | Alles zu bezweifeln oder alles zu glauben sind zwei gleichermaßen bequeme Lösungen; beide befreien vom Nachdenken. 19 | すべてを疑うこともすべてを信じることも共に安易で、思考を放棄するに等しい。 (Subete o Utagau Koto mo Subete o Shinjiru Koto mo Tomoni Ani de, Shikō o Hōki Suru ni Hitoshii.) | 15. Aug. 2022          | −                                     |
| 20         | 8         | Die Wunde ist tief in ihrem Herzen. 20                                                                                | 胸の底で、傷は静かに生きている。 (Mune no Soko de, Kizu wa Shizuka ni Ikite Iru.)                                                                                            | 22. Aug. 2022          | −                                     |
| 21         | 9         | Einen Fehler machen und ihn nicht korrigieren, das erst heißt wirklich einen Fehler machen. 21                        | 過ちを犯しながら、それを改めないことをこそ、真の過ちという。 (Ayamachi o Okashi Nagara, Sore o Aratamenai Koto o Koso, Shin no Ayamachi Toiu.)                               | 29. Aug. 2022          | −                                     |
| 22         | 10        | Oftmals begehren die Menschen den eigenen Untergang, getäuscht durch ein Scheinwohl. 22                               | 人々は常にその破滅を願っている。偽りの善に欺かれるがゆえに。 (Hitobito wa Tsuneni Sono Hametsu o Negatte Iru. Itsuwari no Zen ni Azamukareru ga Yue ni.)                     | 05. September 2022     | −                                     |
| 23         | 11        | Wer sich nicht selbst befiehlt, bleibt immer Knecht. 23                                                               | 自分自身を御せない者は、いつまでも奴隷のままだ。 (Jibun Jishin o Gyosenai Mono wa, Itsumade mo Dorei no Mamada.)                                                             | 12. Sep. 2022          | −                                     |
| 24         | 12        | Gewalt ohne Überlegung stürzt durch eigene Wucht. 24                                                                  | 思慮なき力は自らの質量によって崩れ去る。 ("Shiryo naki Chikara wa Mizukara no Shitsuryō ni Yotte Kuzuresaru.)                                                                | 19. Sep. 2022          | −                                     |
| 25         | 13        | Der schlimmste Feind, dem du begegnen kannst, wirst immer du dir selber sein. 25                                      | あなたが出会う最悪の敵は、常にあなた自身だ。 (Anata ga Deau Saiaku no Teki wa, Tsuneni Anata Jishin da.)                                                                     | 26. Sep. 2022          | −                                     |

## Staffel 3
Die Produktion einer dritten Staffel wurde gemeinsam mit der Entstehung einer zweiten Staffel im März des Jahres 2022 angekündigt und sollte ursprünglich im Laufe des Jahres 2023 im japanischen Fernsehen gezeigt werden. Im Juni 2023 wurde die Ausstrahlung ohne Angabe von Gründen auf Januar 2024 verschoben. Im November 2023 wurde der Start der dritten Staffel auf den 3. Januar 2024 festgelegt.
| Nr. (ges.) | Nr. (St.) | Deutscher Titel                                                                                                | Originaltitel | Erstausstrahlung Japan | Deutschsprachige Erstausstrahlung (D) |
| ---------- | --------- | --- | --- | ---------------------- | ------------------------------------- |
| 26         | 1         | Das mächtigste Prinzip des Wachstums findet sich in der menschlichen Entscheidung. 26                          | 何かを選ぶことこそが、成長の最大の糧となる。 (Nanika o Erabu Koto Koso ga, Seichō no Saidai no Kate to Naru.) | 03. Jan. 2024          | −                                     |
| 27         | 2         | Ein Wolf ist der Mensch dem Menschen. 27                                                                       | 人にとって、他の人間は獰猛な狼のようなものだ。 (Hito ni Totte, Hoka no Ningen wa Dōmōna Ōkami no Yōna Monoda.) | 10. Jan. 2024          | −                                     |
| 28         | 3         | Man vergisst nicht, wenn man vergessen will. 28                                                                | 忘れたいことほど、忘れることはできない。 (Wasuretai Koto Hodo, Wasureru Koto wa Dekinai.) | 17. Jan. 2024          | −                                     |
| 29         | 4         | Arbeit sollst du haben, nicht jedoch die Früchte. 29                                                           | あなたにできるのは自分の目的のために行動することまでで、その結果を望むようにすることはできない。 (Anata ni Dekiru no wa Jibun no Mokuteki no Tame ni Kōdō Suru Koto Made de, Sono Kekka o Nozomu yō ni Suru Koto wa Dekinai.) | 24. Jan. 2024          | −                                     |
| 30         | 5         | Das Schicksal begünstigt die Mutigen. 30                                                                       | 悪を行うよりも、その悪に傷つけられる方が良い。 (Aku wo Okonau Yori mo, Sono Aku ni Kizutsuke Rareru Hou ga Ii.) | 31. Jan. 2024          | −                                     |
| 31         | 6         | Unrecht erleiden ist besser als Unrecht tun. 31                                                                | 運命は勇気ある者を助ける。 (Unmei wa Yūkiaru Mono wo Tasukeru.) | 07. Feb. 2024          | −                                     |
| 32         | 7         | Die Menschen tun alles, und sei es noch so absurd, um nicht mit ihrer eigenen Seele konfrontiert zu werden. 32 | 人は自らの本質と向き合うのを避けるためなら、 どんな愚かな行いにも手を染めてしまう。 (Hito wa Mizukara no Honshitsu to Mukiau no o Yokeru Tamenara, Don'na Orokana Okonai Nimote o Somete Shimau.)                             | 14. Feb. 2024          | −                                     |
| 33         | 8         | Wer sich seiner Vergangenheit nicht erinnert, ist dazu verdammt, sie zu wiederholen. 33                        | 過去を顧みぬ者はそれを繰り返し、裁かれる。 (Kako o Kaeriminu Mono wa Sore o Kurikaeshi, Sabakareru.) | 21. Feb. 2024          | −                                     |
| 34         | 9         | Höchstes Recht ist höchste Ungerechtigkeit. 34                                                                 | 最高の法は、最大の不正を生み出す。 (Saikō no hō wa, Saidai no Fusei o Umidasu.) | 28. Feb. 2024          | −                                     |
| 35         | 10        | Die primäre Ursache absurder Schlussfolgerungen sehe ich im Mangel an Methodik. 35                             | 不条理な結論に至る第一の原因は、 解決の手段が不足していることだ。 (Fujōrina Ketsuron ni Itaru Daiichi no Gen'in wa, Kaiketsu no Shudan ga Fusoku Shite Iru Kotoda.)                                                           | 06. März 2024          | −                                     |
| 36         | 11        | Es gibt nur ein Gesetz in der Liebe, nämlich denjenigen, den man liebt, zum Glück zu geleiten. 36              | 愛にはたったひとつの決まりしかない。それは愛する者を幸福に導くことだ。 (Ai ni wa Tatta Hitotsu no Kimari Shika Nai. Sore wa Aisuru Mono o Kōfuku ni Michibiku Kotoda.)                                                        | 13. März 2024          | −                                     |
| 37         | 12        | Ändere deine Wünsche und nicht die Ordnung der Welt. 37                                                        | 欲望のために世界を変えるのではなく、まず己を変えよ。 (Yokubō no Tame ni Sekai o Kaeru Node wa Naku, Mazu Onore o Kae yo.) | 20. März 2024          | −                                     |
| 38         | 13        | Liebe ist die beste Lehrmeisterin. 38                                                                          | 愛は最も良い教師である。 (Ai wa Mottomo Yoi Kyōshide Aru.) | 27. März 2024          | −                                     |

## Staffel 4
Die Produktion einer vierten Staffel, die den Handlungsbogen der ersten Romanbände der zweiten Romanreihe abhandelt, wurde am 1. September bekannt gegeben, ohne weitere Details zu nennen.